# Île Bleue
Die Île Bleue (französisch für Blaue Insel) ist eine kleine Felseninsel vor der Küste des ostantarktischen Adélielands. Sie liegt vor der Halbinsel, deren nördlicher Ausläufer das Kap Margerie darstellt.
Französische Wissenschaftler benannten sie im Jahr 2010.